# استان کانکان
استان کانکان (به لاتین: Kankan Prefecture) یک منطقهٔ مسکونی در گینه است که در ناحیه کانکان واقع شده‌است. استان کانکان ۱۹٬۷۵۰ کیلومتر مربع مساحت و ۴۷۳٬۳۵۹ نفر جمعیت دارد.